# Жак Казотт
Жак Казотт (нар. 7 жовтня 1719, Діжон, департамент Кот-д'Ор – пом. 25 вересня 1792, Париж) — французький письменник, один із засновників фантастичної літератури у Франції.

## Біографія
Казотт народився в Діжоні в 1719 році, навчався в єзуїтському колежі в своєму рідному місті. Потім він розпочав кар'єру у французькій військово-морській адміністрації, яка в 1747 році привела його на Мартініку в якості суднового скарбника, де він зміг розбагатіти. На Мартиніці, поряд із службовими обов'язками, він уперше спробував себе в літературі. У 1757 році він повернувся до Діжона, звільнився зі служби та пішов у приватне життя як незалежний автор.
Він написав вірші, фантастичні оповідання та низку фантастичних східних казок, таких як La patte du chat («Котяча лапа», 1741), а також гуморески, такі як Mille et une fadaises, Contes à dormir debout («Тисяча і одна дурниця». 1742).
За допомогою сирійського священика Дона Дені Шавіса він переклав деякі арабські легенди на французьку для антології казок Le Cabinet des Fées (Кабінет фей, 1788—1790). Своєю фантастичною повістю «Закоханий диявол», вперше опублікованою в 1772 році, переробленою через чотири роки та включеною до його збірки «Дотепні та моральні твори», Казотт фактично заснував у Франції новий літературний напрямок фантастичної літератури, який увібрав елементи наукової фантастики, жахів і фентезі. Його новий стиль оповіді характеризується фантастичними, іноді сюрреалістичними подіями, які вторгаються в реальний світ, і вже читач має вирішувати: вважати їх реальними чи уявою оповідача.
Повне видання його творів було опубліковано під назвою Œuvres badines et morales, historiques et philosophiques de Jacques Cazotte (4 томи, 1816—1817). Твори Казотта вплинули на таких авторів, як Е. Т. А. Гофман, Жерар де Нерваль і Теофіл Готьє.
Незадовго до смерті він став послідовником мартіністського містицизму Мартінеса де Паскуалі.
З 1775 року він симпатизував ідеям ілюмінатів, порвав зі своєю початковою католицькою вірою, звернувся до окультизму та пророчо передбачив майбутні події. У 1778 році на бенкеті він нібито передбачив прийдешню Французьку революцію і смерть деяких гостей за бенкетним столом.
10 серпня 1792 року його заарештували як прибічника монархістів-мартиністів, виявивши в нього деякі контрреволюційні листи. Під час дуже короткого процесу Казотт був засуджений до смертної кари та гільйотинований 25 вересня 1792 року.

## Так зване пророцтво Казотта
Казот, письменник не менш екзальтований, ніж натхненний, мав особисте бачення історії, яку він розглядав як послідовність сцен і постатей, що їх можна інтерпретувати як боротьбу між людиною і дияволом, а в ширшому розумінні — між добром і злом.

### Пророцтво Казотта
В одній зі своїх праць «Пророцтво Казотта», написаній у 1788 році (але опублікованій у 1816 році), французький письменник і критик швейцарського походження Жан-Франсуа де Ла Арп детально переказує дивне пророцтво, зроблене Жаком Казоттом за рік до Французької революції, в якому він описує, що станеться з кожною людиною, присутньою в салоні, під час прийдешньої революції. Ці висловлювання були зроблені в присутності математика Ніколи де Кондорсе, поета і мораліста Себастьєна-Роша Ніколи де Шамфора та салонної дами Беатріс де Шуазель-Стенвіль, герцогині Граммонської, якій він передбачив насильницьку смерть, пов'язану з революційним терором.
Також були присутні Жан-Франсуа де Ла Арп, лікар і натураліст Фелікс Вік д'Азір (якому він передбачив його хворобу) і майбутній захисник Людовика XVI, суддя Мальзерб.

### Демістифікація
Оскільки текст був написаний майже через двадцять років після того, як слова були сказані і переказані в посмертних працях третьої особи (Ла Арп помер у 1803 році), його можна інтерпретувати як містифікацію або пропагандистський хід на захист роялістської справи і засудження зла Французької революції. Це передбачення повторювалося багатьма авторами ще довго після його публікації, часто з версіями, що значно відрізнялися від оригіналу.
Біограф Адрієн-Жан-Квентін Бюшо розкрив цей обман у Journal de la librairie, посилаючись на ймовірні маніпуляції з боку бібліофіла Антуана-Марі-Анрі Булара, виконавця заповіту Ла Арпа.

### Особи, пов'язані з пророцтвом

Особи, пов'язані з пророцтвом Казотта
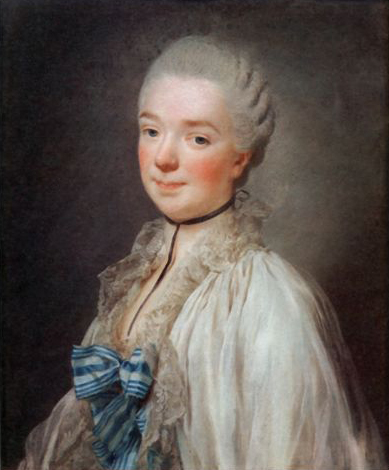
Беатріс де Шуазель-Стенвіль
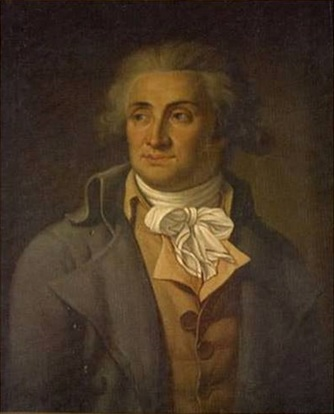
Нікола де Кондорсе
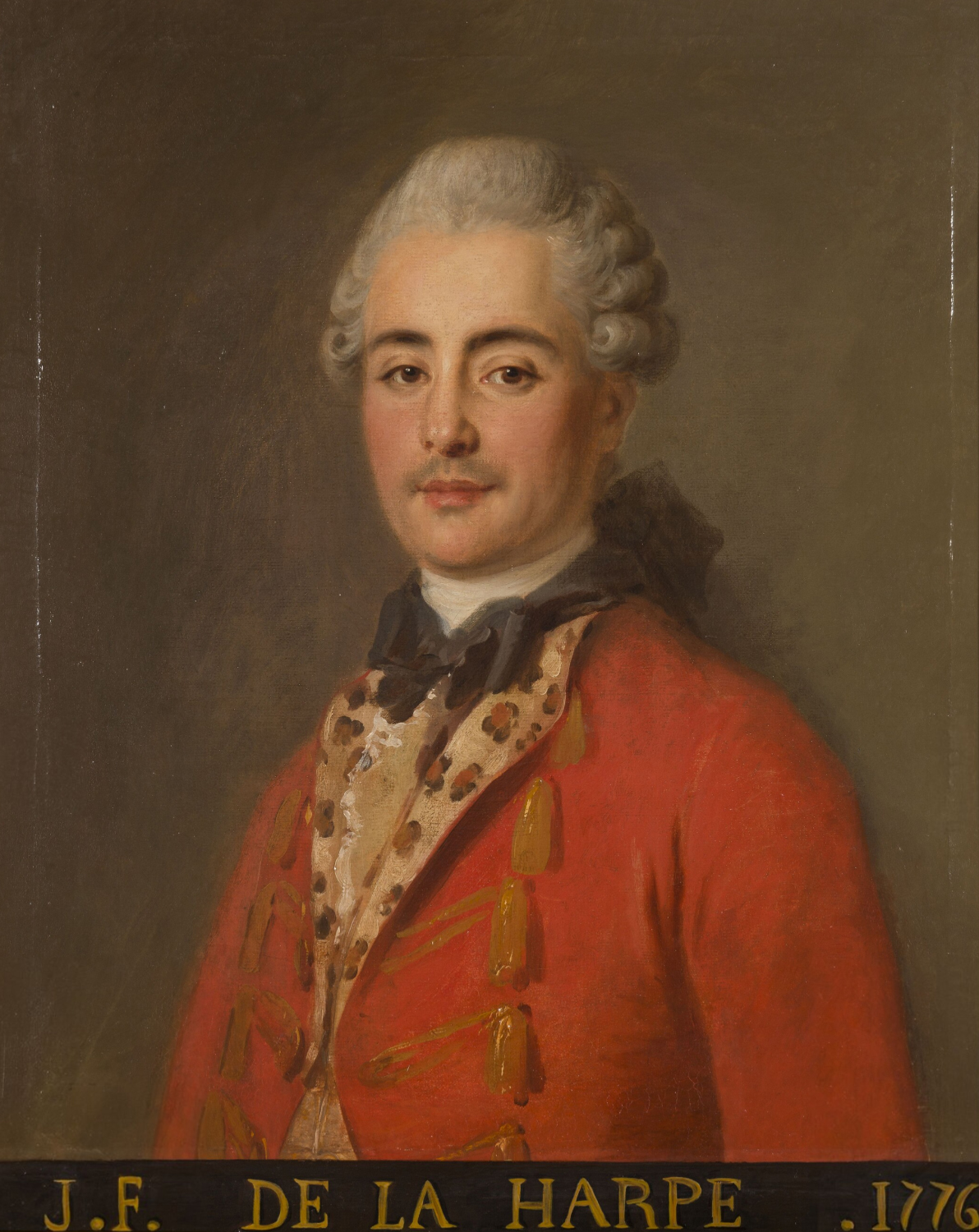
Жан-Франсуа де Ла Арп
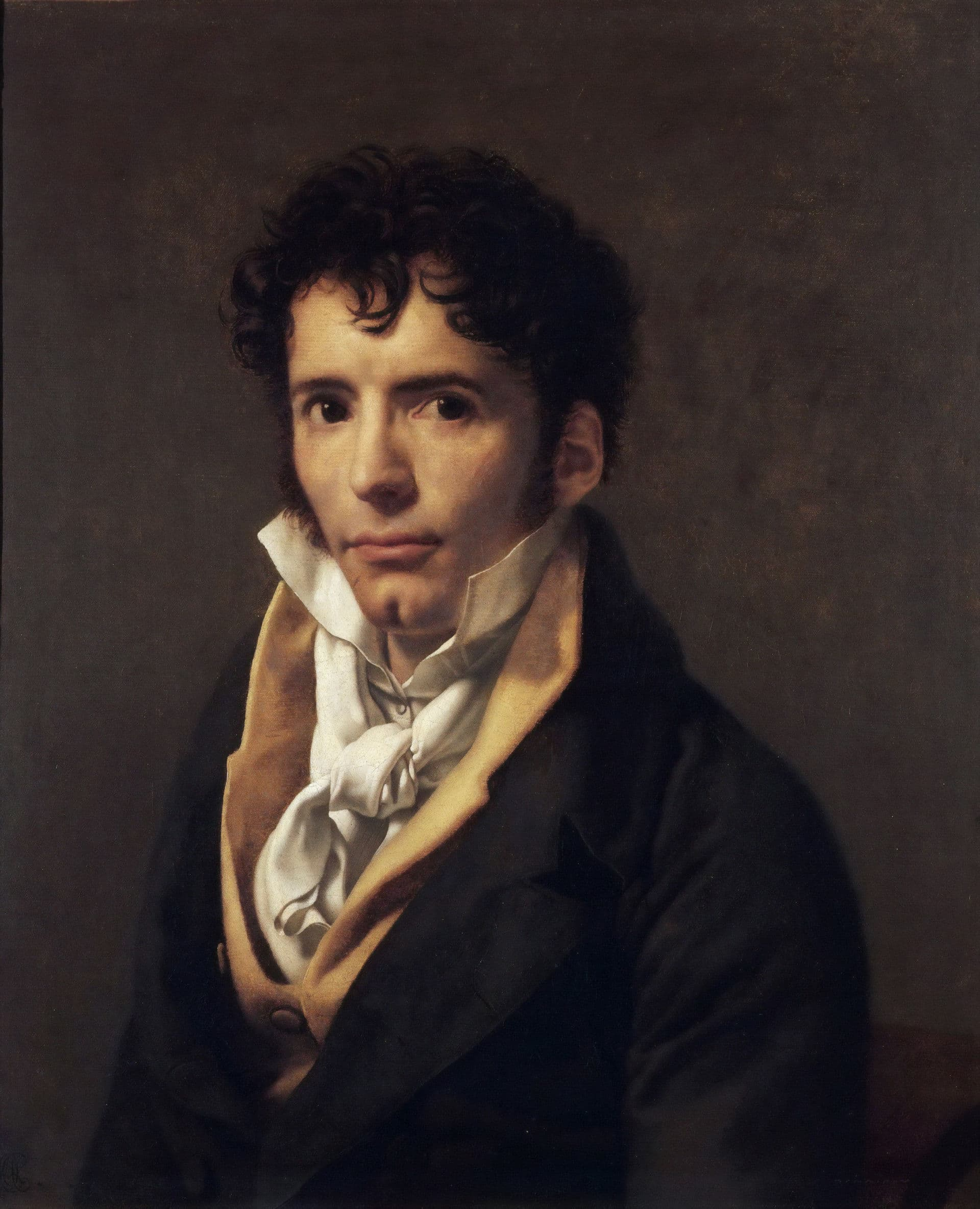
Себастьєн-Рош Нікола де Шамфор
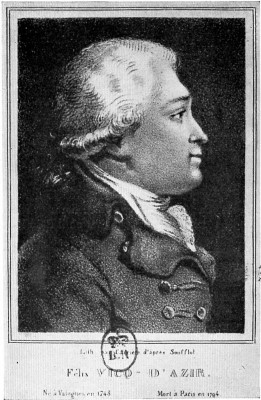
Фелікс Вік д'Азір
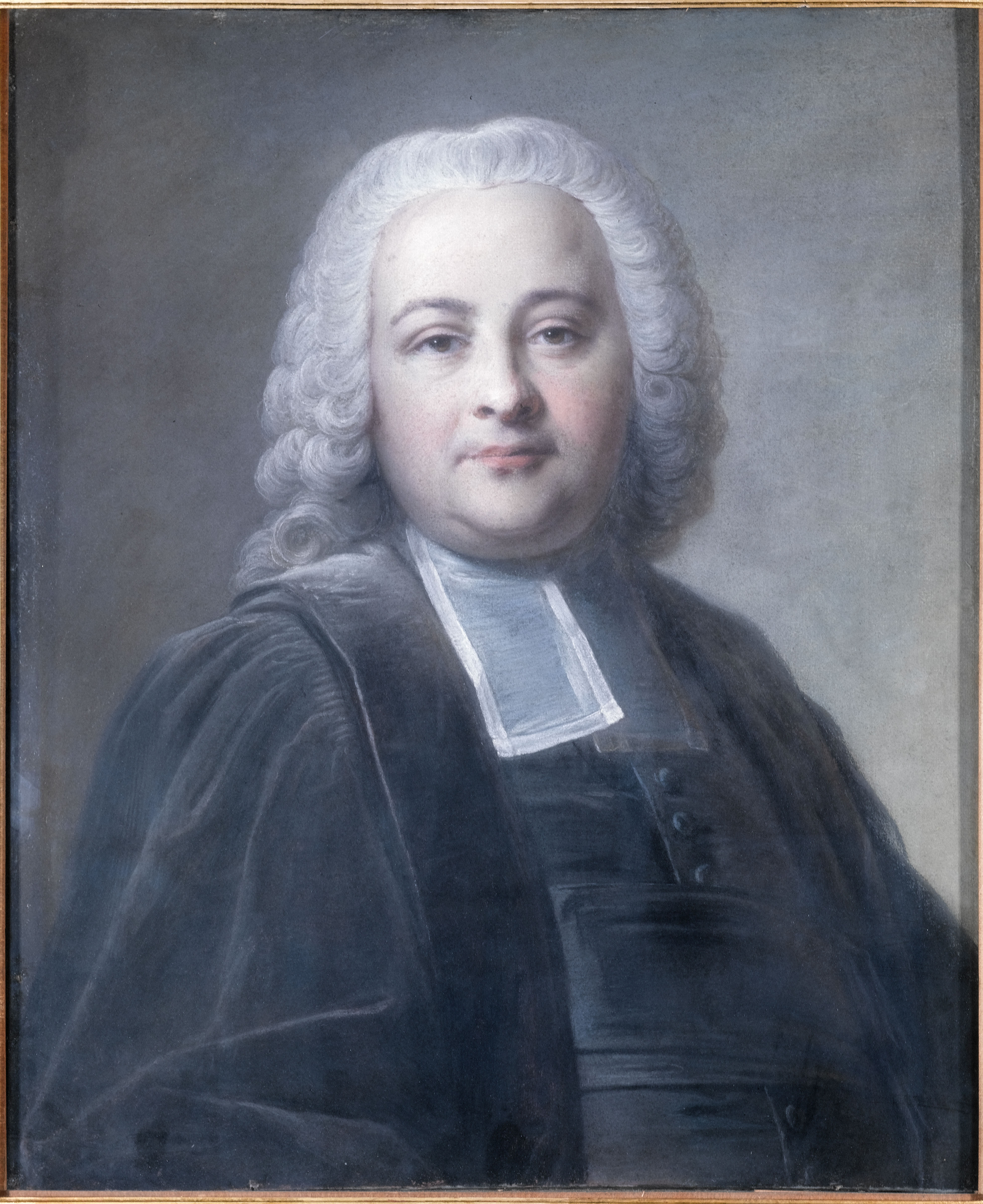
Мальзерб

## Казотт— автор колискової
Казотт став відомим також завдяки колисковій пісні «Tout au beau milieu des Ardennes», яку він написав для годувальниці герцога Бургундського і яку співала по всій Франції.

## Твори
- 1741: Patte du Chat. («Котяча лапка»)
- 1742: Les Mille et un Fadaises. («Тисяча і одна дурість»)
- 1753: La Guerre de l'Opéra. Лист до сільської пані. («Війна за оперу»)
- 1753: Observations sur la lettre de Jean-Jacques Rousseau. Au sujet de la musique françoise. («Нотатки про твори Жан-Жака Руссо»)
- 1761: Memoire sur les demandes formées contre le général et la Societé des Jesuites, au sujet des engagemens qu'elle a contractés.. [Париж MDCCLXI]
- 1762: Ollivier. (вірш у 12 піснях у стилі Лудовіко Аріосто,
- 1764: Le Bijou trop peu payé et La brunette anglaise (Недооцінена коштовність і брюнетка-англійка.) Новели у віршах на додаток до посмертних творів Гійома Ваде (Chez Les freres Cramer, Женева)
- 1767: Lord impromptu
- 1772: Le Diable amoureux (Закоханий диявол).
- 1788: Prophetie de Cazotte (Пророцтва Казотта)
- 1789—1780: Œuvres badines et morales, historiques et philosophiques de Cazotte – Поетичні та моральні, історико-філософські твори Казотта . (4 томи)